# Corpus Roemeling
Corpus Roemeling is een website van de Fryske Akademy, die het werk van Otto D.J. Roemeling (1937–2017) over de geschiedenis van Drentse, Friese en Groningse kerken tot 1650 toegankelijk maakt. De website en de naslagwerken waarnaar verwezen wordt, bieden een overzicht van de geschiedenis van alle parochies in het gebied vanaf de hoge middeleeuwen tot halverwege de 17e eeuw. Het vormt daardoor een van de belangrijkste dataverzamelingen over de geschiedenis van Noord-Nederland.
Voor iedere parochie wordt de patroonheilige en de geschiedenis van het kerkgebouw behandeld. Daarna volgt een uitputtend overzicht van de katholieke geestelijken (voor zover bekend) en de eerste predikanten die hen na de reformatie opvolgden.
Roemeling studeerde economie en was directeur van een ziekenhuis in Leeuwarden. Daarnaast deed hij sinds jonge leeftijd aan historisch en genealogisch onderzoek en publiceerde daarover. Hij heeft een groot deel van zijn leven gewerkt aan een verzameling van alle geschreven bronnen over zijn onderwerp. In 2017 promoveerde hij in Leiden op een proefschrift over het parochiewezen in Noord-Nederland tot 1600, waarin vooral Friesland centraal stond. Daarna begon hij met het digitaliseren van zijn verdere onderzoeksresultaten. Dit leidde tot een eerste publicatie over Groningen en Drenthe. Door zijn plotselinge overlijden op 79-jarige leeftijd kon hij het deel over Friesland niet meer voltooien. Met hulp van de Fryske Akademy en de Stichting Oude Groninger Kerken kon het werk daarna door anderen worden afgerond.